# Trichotheca nuristanica
Trichotheca nuristanica là một loài bọ cánh cứng trong họ Chrysomelidae. Loài này được miêu tả khoa học vào năm 1985 bởi Medvedev.